# Khatoon Bam Football Club
Maillots
Le Khatoon Bam FC (en persan : باشگاه فوتبال خاتون بم) est un club iranien féminin de football fondé en 1980 et basé à Bam.

## Histoire

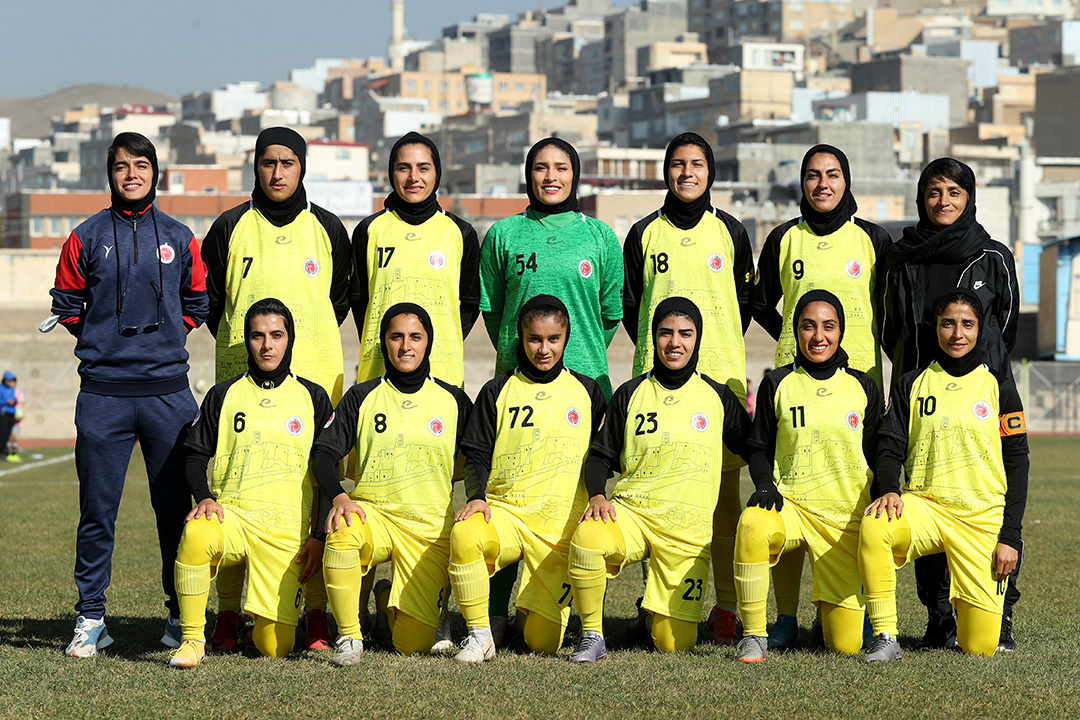
Le Khatoon Bam en 2021-2022.

Le Khatoon Bam remporte le championnat iranien en 2021-2022, ce qui lui offre un ticket pour le championnat des clubs de l'AFC 2022.

## Palmarès
| Compétitions nationales | Compétitions internationales                                              |
| --- | ------------------------------------------------------------------------- |
| - Championnat d'Iran (11) : - Champion : 2012, 2013, 2014, 2015, 2018, 2019, 2020, 2022, 2023, 2024, 2025 - Vice-champion : 2017, 2021 | - Championnat féminin des clubs de l'AFC : - Vice-champion : 2022 (Ouest) |